# 変ゼミ
『変ゼミ』（へんゼミ）は、TAGROによる日本の漫画作品。同作者の『変態生理ゼミナール』の内容を一部引き継いでいるため、同作の内容も併記する。

## 概要
同作者の変態ラブコメディ漫画『変態生理ゼミナール』の続編とされているが、実際は内容の一部を引き継いだリメイク作品である。
前身となる『変態生理ゼミナール』は、ワニマガジン社発行の成人向け雑誌『変玉』『COMIC快楽天』などで全5話が掲載されたが、諸般の事情により、大都社から単行本化されている。
『変ゼミ』は、2006年12月21日発売の講談社の『モーニング2』第2号より連載され、第1巻・第2巻初版の帯は「世界シリーズ」のイラストレーションを担当していたことから、西尾維新がコメントを寄せている。
単行本3巻の巻末に「アニメ、か？」とアニメ化を匂わす表記があり、後に作者自身がTwitterでアニメ化を正式にアナウンスしている。2010年7月23日発売の単行本4巻限定版にOADが同梱された後、2010年12月にテレビアニメ化が発表され、2011年4月から7月まで放送された。
2009年7月22日発売の『モーニング2』第24号で「単行本には収録しない最終回」との触れ込みで描かれた『終わりの季節』は、コミックス最終巻である11巻に収録された。理由は掲載号がネットオークションで高騰しているためとコメントされた。実際には登場人物の夢オチ（フェイク・エンディング）であることが明かされ、別の最終話（後日談）が描かれている。

## あらすじ
いたって普通の少女・松隆奈々子は武蔵小麦に一目惚れをし、彼の所属する「変態生理ゼミナール」―――通称「変ゼミ」に入ってしまう。そこには恋の相手である小麦をはじめ、様々な変態行為を研究する癖のあるメンバーが揃っていた。メンバーに翻弄され、教授にレポートはぬるいと罵られ、小麦の変態アドバイスに動揺しつつも、奈々子のキャンパスライフは過ぎていく。

## 登場人物
主人公は、松隆 菜々子と武蔵 小麦の2人に設定されている。
「声」はアニメ版における担当声優。

### ゼミ員
松隆 奈々子（まつたか ななこ）
声 - 花澤香菜
変ゼミに所属しているが、特に変態的な志向は無い常識人。コムギに一目惚れしてしまい、コムギが所属している変ゼミが何を行っているゼミなのかを知らずに入ってしまった。コムギをはじめゼミ生の変態嗜好に翻弄されている。年齢より幼く見え、胸も大きくない。処女。
変態志向：無し。そのためあんなが再度自己紹介した時に「劣等生（常識人）」呼ばわりされてしまった。
『終わりの季節』では、自分がコムギを好きな理由はコムギが自分に好意を抱いていることだとし、コムギに告白をする。コムギの死後、海外協力隊に参加し、ミャンマーを訪れていた。
『変態生理ゼミナール』でも概ねは変わらないが、最後には経血ゼリーを作ってコムギに食べさせようとするなど、変態への目覚めが描かれている。
武蔵 小麦（むさし こむぎ）
声 - 石田彰
松隆の1年上のゼミ生で、劇中での名前は「コムギ」と片仮名表記されている。ゼミの中で特に多くの変態志向を持つ男子学生。独特な思考と腹黒でつかみどころの無い性格をしており、よく松隆やあんなをからかっている。容姿はわりと良い方で、コムギに惹かれた松隆がゼミに加入するきっかけとなった。松隆の1年上の学年であるが、浪人歴がある（浪人年数や留年の経歴は不明。『変態生理ゼミナール』では、意図的に留年するという描写がある）。同期の美和子と恋人関係だったが、コムギがNTRフェチを持っているため美和子が他の男に抱かれることを咎めようとはせず、興奮するだけである。第11話で美和子と別れたことを松隆に語った。多くの変態志向を持つためか、事あるごとに勃起している。なお、ゼミ員しかいない状況なら、ためらいなく自慰行為ができる。
自分の生物学的父親は父方の祖父であることが自身の口から語られた。容姿の美醜についての実感が無く（よって美醜による異性の好悪も無く）、予備校時代に最初の彼女となった初恋の相手は「一般的には不細工と言われる事が多い」女性であった。
変態志向：下着泥棒、（他人への）飲尿、（他人への）精飲、NTRフェチ、匂いフェチ、（女性の）代謝物フェチ
『終わりの季節』では、松隆から告白されたことから、松隆の心を弄ぶように自殺に近い形で死亡する。
『変態生理ゼミナール』のみならず、同作者の他の作品にも同名で似た容姿のキャラクターが登場する。
水越 美和子（みずこし みわこ）
声 - 高口幸子
コムギと同期の女学生。顔は美人でスタイルも良く、胸のサイズは松隆の見立てでDカップ以上。コムギに勝るとも劣らない変態志向が多く、マゾ的な嗜好が多い。レイプ妄想をしたり、性行為の盗撮を容認したりゼミ生の中でも特に激しい。連載開始時は武蔵と、途中からは堀井と付き合っていた。全てを快楽に変換できるが、だからこそ、自分では絶対に出来ない純粋な愛に飢えている節がある。
変態志向：マゾ、輪姦、露出、昆虫食
『終わりの季節』では、多摩川の河川敷の小屋で暮らしているところに堀井とマリヤが訪れ、その後、行方不明となる。
加藤 あんな（かとう あんな）
声 - 新谷良子
石川県出身の元ヤンキーでの女学生。その為、金沢弁で話し、すぐに手が出る性格。松隆の1年後輩として入学してきた。左の側頭部でまとめた髪型（サイドポニー）にしている。マブ（美少女の意）で巨乳（コムギの見立てではFカップ）。兄に好意を寄せていたブラコン。その兄は、その道（暴走族）では相当な有名人で、且つ、もの凄いシスコンらしい。それ故に、近付いてくる男が居らず、処女。自分を変えたくて変ゼミに入った。
しかし実際は、大学入学で下宿するまで鎌倉市以外に居住した経歴はなく、上記のあんなの性格および経歴は、本来のあんな自身が創作したもので、別人格のあんなはそれを疑わず演じていた。本来のあんなは幼少期から聡明だったが頭が良すぎたことで自分自身に飽きてしまい、別人格に逃避していた。上記のあんなの他にも複数の経歴を持ち、本人も周囲も真贋の区別が出来ない演技を見せ、本来の人格が失われる寸前に元に戻っては快感に浸っていたようだ。別人格のあんなは、自分を変えたかったのではなく無意識に本来の人格に戻りたかった様子である。
本来の人格を取り戻したことでゼミ生に対し、自分は「別人格になりきってしまい本来の人格に戻れなくなるような本当の天才ではなく、ただの天才」だと自らを改めて紹介している。別人格のあんなが過ごした出来事は知識として備わっているだけで記憶は残っていない。なお、本来の人格に戻ってからは髪型を左右対称のものにしている。当初の人格は常識人に近く、変ゼミメンバーにも偏見を持っていたが、本来の人格はむしろ変ゼミに馴染んでいる。ただし、双方の人格とも蒔子は苦手にしている。
最終話にて妊娠が発覚、妊娠5か月で双子であることが判明した。
変態志向：人格の解離と統合
『終わりの季節』では、市河と所帯を持ったようで、四堂（しど）という名前の男児を儲けた様子。
田口イエスタディ（たぐち イエスタディ）
声 - 白石稔
コムギと同期の男子学生。漫画家志望で、漫画研究会にも所属しており、名前はペンネームである。見た目は老けていて、髪が薄く額が広いことをとても気にしている。初登場時はそれなりに髪があったものの回を追うごとに薄くなっていく。眼鏡を掛けており、眼が描かれることは無い。蒔子とは共依存な関係であるものの、見捨てられることもフェチズムの1つとなっており、蒔子に見捨てられるか引き留められるかの境界線で興奮している。コラージュ技術に長けており、ゼミ生の卑猥なコラ画像を作成してはインターネットにアップロードしている模様。女性下着は飾り気の無いデザインを好む。市河とあんなをくっつけた張本人だが、二人の関係に若干嫉妬している。
変態志向：破滅願望、共依存、盗撮、汗
『終わりの季節』では、一応漫画家として成功し、その収入で新薬の毛生え薬で毛を使い増毛している。
花粉症、DJをやっているなど作者と共通する点があり、容姿は作者の自画像に似ている（4巻のおまけ漫画でも本人が「田口じゃないぞ」と言っているほど似ている）。過去の作品にも度々登場し、作者の自身のように描かれている。
蒔子＝グレゴリー（まきこ＝グレゴリー）
声 - 河原木志穂
イギリス系ハーフの金髪碧眼の美少女。気付いたら17歳という設定だったと自称する。それまでの背景などなど本人にも一切不明。飯野教授は何らかの出来事により記憶障害を引き起こしているという分析を行っているが、本人談では特筆すべき出来事がなかったとのこと。1年間行方不明の後、現在では地球時間21歳と言う。田口が描く漫画のアシスタントをしていたらしく、田口を「先生」と呼ぶ。田口とは恋仲にあり、田口がダメ人間であることが好き。「変」態と「恋」は似たようなものらしい。ネズミ様の獣耳のようなものを付けている。普段は髪で隠れていて描かれていないが、ちゃんと耳もある。普通に日本語を喋れるのだが、何故かゼミ員以外の前では喋れないかのように装い、あんなが入ってきた時の自己紹介でも「日本ゴ少シダケワカリマス」と紹介していた。乳首は桜色。
本作品の以前より作者のアシスタントとして描かれている。1998年発行の単行本アガデベベに収録された書下ろし作品『未成年+9』では、国分寺在住の20歳の美大生とのこと。題名から作者の当時の年齢は28歳だと推測できる。作者本人も作品上の人物に留まらない特別なキャラクターとして扱っている。蒔子のようなパートナーが実在するような発言をしたこともある。最終巻あとがきでは次回作でも出演するとのコメントが書かれている。
変態志向：共依存
市河 菱靖（いちかわ ひしやす）
声 - 森訓久
カメラを持ち第三者に徹する男子学生。映画研究会にも所属しており、他人の変態行為をカメラに撮るだけで満足できる。小中高とずっとイジメを受けており、自己を保護するために自分に起きた出来事も全て他人に起きた出来事と同様に客観視する性癖を持つようになったようだ（また、長年のイジメ経験により、テレビで流れるいじめ撲滅CMが嫌い）。眼鏡を掛けており、糸目である。身長はゼミ生の中では一番低い。潔癖症で、不潔を感じると嘔吐するなど胃が弱い。これに伴い無味無臭であるフィギュアやマネキンなど人形の収集という趣味を持つようになった。自宅で裸で過ごす裸族趣味もある。手先が器用で、携帯電話のカメラを音が出ないように改造したり、ニーハオトイレ（中国の公衆便所）を作ったりもする。陰茎に毛が生えている。ある出来事からあんなと恋人関係を装うことになったが、彼女の言動と部屋の白々しさに疑問を抱き、あんなの実家まであんなの兄に会いに行く。そして彼が暴走族とは全く関係ない4歳年上の普通の冴えない青年であることを確認し、自身の不確かな存在に苦しんでいたあんなに対し、兄に会って調べたあんなの秘密と本来の人格を教え、あんなを助けた。
変態志向：映像イズム、ヌーディズム、二次元趣味
『終わりの季節』では、あんなと所帯を持った様子で、子供と共々相変わらずパンクスタイルをしている。
『変態生理ゼミナール』では市河浩史という名前で、容姿も若干『変ゼミ』とは異なる。モデルは作者の実在の友人（同人活動の相方）で「市川大先生」と呼ばれていた人物。
飯野 堅治（めしや けんじ）
声 - 松山鷹志
変態生理ゼミの教授。ゼミ生に多様にわたる変態的な課題を課してくる。自分はゼミ生に下手をすれば社会的に破滅しかねない課題を平気で出す割に堀井がゼミ生に手を出した際は怒ったりもする。モデルは飯野賢治。
変態志向：多種多様

### その他
堀井幽璽（ほりい ゆうじ）
声 - 津田健次郎
飯野教授の先輩にあたる男性。よくわからないゲームの開発者。代表作はX1のエロゲー「パイナル・マンタジー」。その後、家庭用ゲーム機でゲーム開発に携わった。現在は河川敷の小屋で暮らしており時々飯野に金や食事を無心しに来る。しかし収入は現在でも十分にあり、ゼミの温泉合宿の会費を全額自己負担することもあった。ニックネームは白魔術師ホーリー。有名ロールプレイングゲームのジョブと精液ぶっかけが性癖である事に由来している。モデルは堀井雄二だが、飯野と違って本人の許可を取っていない（取る手段がない）ため、類似性はほとんどない。
変態志向：猟奇、ぶっかけ、ボディ・サスペンション
『終わりの季節』では、水越にふられたとのこと。
浜餅 夕子（はまもち ゆうこ）
松隆のクラスメイト。松ちゃん浜ちゃんと呼び合う仲の良い友達。彼氏（田口のクラスメイト）の趣味に合わせて剃毛するようになった。
芝 茉莉埜（しば まりや）
飯野教授の姪。飯野教授の妹の娘であるため、姓が異なる。『終わりの季節』で田口の夢に登場するキャラクターであったが、KC5巻で本編にも登場し、後に松隆らと同じ大学に進学、変ゼミ生とも交流する。破壊衝動の持ち主であり、彼女が通ったところは大抵何かが壊されている。『無意味な衝動』に憧れていて、その断片を見せた蒔子に興味を持つ。
変態志向：破壊
『終わりの季節』では、姓が飯野になっており、堀井とともに水越を訪ねる。コムギの死を悼む会でも登場し、ゼミ員であるような発言をする。破壊衝動は健在の模様。
原田 民央（はらだ たみお）
松隆の一つ下の後輩。眉毛が無い。『終わりの季節』で田口の夢に登場するキャラクターであったが、KC11巻で本編にも登場した。その変態志向を武蔵に見出された結果、松隆に好意を抱く。
変態志向：困っている女性フェチ
『終わりの季節』では、コムギの死を悼む会で登場。事実上ここが初登場となる。
沢木(さわき)
第83話に登場した男性。漫画喫茶の店員。同性愛者。勤務中に監視カメラで田口の自慰行為を目にし、その時から田口に想いを寄せる。

## 所収

### 変態生理ゼミナール
大都社より刊行。
- 2004年2月5日発売 ISBN 4-88653-807-X

副題
- 第1話 卒業
- 第2話 ガビガビビバッパ
- 第3話 VIDEO BOY VIDEO GIRL
- 第4話 ギュッディ ギュッバイ
- 第5話 入学
- 他、5作品掲載

### 変ゼミ
講談社コミックスモーニング（モーニングKC）より刊行。
- 第1巻 2008年7月23日発売 ISBN 978-4-06-372722-7 表紙は蒔子＝グレゴリーがメインのイラスト。
- 第2巻 2009年4月23日発売 ISBN 978-4-06-372793-7 表紙は水越美和子がメインのイラスト。
- 第3巻 2009年12月22日発売 ISBN 978-4-06-372861-3 表紙は加藤あんながメインのイラスト。
- 第4巻 2010年7月23日発売 ISBN 978-4-06-372921-4 表紙は松隆奈々子がメインのイラスト。
- 第5巻 2011年3月23日発売 ISBN 978-4-06-372984-9 表紙は蒔子＝グレゴリーがメインのイラスト。
- 第6巻 2012年2月23日発売 ISBN 978-4-06-387080-0 表紙は水越美和子がメインのイラスト。
- 第7巻 2012年10月23日発売 ISBN 978-4-06-387152-4 表紙は加藤あんながメインのイラスト。
- 第8巻 2013年9月20日発売 ISBN 978-4-06-387213-2 表紙は蒔子＝グレゴリーがメインのイラスト。
- 第9巻 2014年7月23日発売 ISBN 978-4-06-388353-4 表紙は芝茉莉埜がメインのイラスト。
- 第10巻 2015年10月23日発売 ISBN 978-4-06-388514-9 表紙は武蔵小麦がメインのイラスト。
- 第11巻 2015年10月23日発売 ISBN 978-4-06-388515-6 表紙は松隆奈々子がメインのイラスト。

特装版
- 第4巻DVD付初回限定版 2010年7月23日発売 ISBN 978-4-06-358319-9 パッケージイラストは、松隆奈々子・蒔子＝グレゴリー・水越美和子の3人のアニメ原画。収容している単行本は、通常版第4巻に準じる。
- 第5巻DVD付初回限定版 2011年3月23日発売 ISBN 978-4-06-358327-4 パッケージイラストは、松隆奈々子・蒔子＝グレゴリー・水越美和子・加藤あんなの4人のアニメ原画。収容している単行本は、通常版第5巻に準じる。

第1話から第3話までは、『秋―二年目―』、『春―三年目―』、『梅雨―三年目―』と副題が付いている。それ以降、副題はつかない。
第16話は、表紙と巻頭カラーで、2本立て。
第23話は、表紙と掲載号の付録（最終回と称した特別版『おわりの季節』）で2本立て。なお、3巻には第25話まで収録されているが、『おわりの季節』は3巻ではなく最終巻である11巻の巻末（雑誌連載最終回の後ろ）に収録されている。

## OAD
2010年7月23日発売の単行本第4巻で、特装版として初回限定版OAD付きが刊行された。収録されたのは、コミックの第1話・第2話・第5話が、#01・#02・#03としてほぼそのまま動画化されている。性交シーンはあるが大人の事情で男性が無生物に置き換わっている。
2011年3月23日に第5巻OAD付き初回限定版が発売。加藤あんなが新たに登場した。

### スタッフ（OAD）
- 原作 - TAGRO モーニング・ツー連載（講談社刊）
- プロデューサー - 山田裕一、小林史武
- 脚本 - 鴻野貴光
- キャラクターデザイン・作画監督 - 近岡直
- 美術デザイン - 青木薫
- 美術監督 - 加藤恵
- 色彩設計 - 岡本美津子
- 撮影監督 - 武原健二
- 編集 - 関一彦
- 音楽 - 羽岡佳
- 音響監督 - 亀山俊樹
- 効果 - 中野勝博
- アニメーションプロデューサー - 能戸隆
- アニメーション制作 - XEBEC
- 監督・絵コンテ・演出 - 上坪亮樹
- 製作 - 『変ゼミ』

### 主題歌（OAD）
CDはキングレコードから2010年8月4日に発売された。
オープニングテーマ「マニアエキラキラ」
作詞 - 三重野瞳 / 作曲・編曲 - 牧野信博 / 歌 - 松隆奈々子（花澤香菜）
エンディングテーマ「変・リン・シャン 〜変だよ。リンスーの後にシャンプーて〜」
作詞 - 三重野瞳 / 作曲・編曲 - 住吉中
歌 - 変ゼミの皆さん［松隆奈々子（花澤香菜）、田口イエスタデイ（白石稔）、市河菱靖（森訓久）、飯野堅治（松山鷹志）］

## テレビアニメ
2011年4月から7月まで毎日放送、AT-X、BS11、TOKYO MXにて15分アニメで放送された。全13話。なお、次回予告の類は一切ない。

### スタッフ（TV）
- 原作 - TAGRO （講談社「モーニング・ツー」連載）
- 監督 - 加戸誉夫
- シリーズ構成 - 鴻野貴光
- キャラクターデザイン - 近岡直
- 美術デザイン - 青木薫
- 美術監督 - 釘貫彩、小濱俊裕
- 色彩設定 - 関本美津子
- 撮影監督 - 武原健二
- オフライン編集 - 関一彦
- 音響監督 - 亀山俊樹
- 音楽 - 横山克
- プロデューサー - 中西豪、山田裕一
- アニメーションプロデューサー - 能戸隆
- アニメーション制作 - XEBEC
- 製作 - 変ゼミ製作委員会

### 主題歌（TV）
エンディングテーマ「Punctuation!」
作詞 - 三重野瞳 / 作曲・編曲 - 菊地創 / 歌 - 松隆奈々子 (CV:花澤香菜)

### 各話リスト
| 話数 | サブタイトル                                               | 脚本     | 絵コンテ     | 演出         | 作画監督                     | プロップデザイン |
| ---- | ---------------------------------------------------------- | -------- | ------------ | ------------ | ---------------------------- | ---------------- |
| #1   | 不偏論者たちから見た世界の事象に関する考察                 | 鴻野貴光 | 二瓶勇一     | 高橋秀弥     | 織田誠                       | 織田誠           |
| #2   | 食と嗜好から見る快楽様相に関する考察                       | 鴻野貴光 | 二瓶勇一     | 高橋秀弥     | 織田誠                       | 織田誠           |
| #3   | 社会的比較における貞操観念に関する考察                     | 鴻野貴光 | ふくもとかん | ふくもとかん | Eum ik hyun                  | 清水美友紀       |
| #4   | 集団への奉仕者とそれを受容する側の幸福感の差異に関する考察 | 鴻野貴光 | ふくもとかん | ふくもとかん | Park sang jin                | 鶴元慎子         |
| #5   | 家族機能が人格形成に与える影響に関する考察                 | 鴻野貴光 | 吉田英俊     | 細田雅弘     | 古川信之                     | 清水美友紀       |
| #6   | 極限状態における衝動行為と脅迫行為に関する考察             | 赤尾でこ | 吉田英俊     | 細田雅弘     | 織田誠                       | 清水美友紀       |
| #7   | 特定の人間関係に向ける依存性と信頼性の関係に関する考察     | 赤尾でこ | 寺岡巌       | 加戸誉夫     | 長屋侑利子 渡邉政訓 奥谷周子 | 鶴元慎子         |
| #8   | 幼児体験が与える特質的性質と自己成長感に関する考察         | 鴻野貴光 | 二瓶勇一     | 加戸誉夫     | 大浪太                       | 鶴元慎子         |
| #9   | 主観的自己観察の結果と自己開示に関する考察                 | 鴻野貴光 | ふくもとかん | ふくもとかん | Park sang jin                | 清水美友紀       |
| #10  | 間接的な接触による心理的影響に関する考察                   | 赤尾でこ | ふくもとかん | ふくもとかん | Park sang jin                | 清水美友紀       |
| #11  | 抑制された欲求が及ぼす心理的及び身体的効果に関する考察     | 赤尾でこ | 五十嵐紫樟   | 五十嵐紫樟   | 織田誠                       | 鶴元慎子         |
| #12  | 特定された人物からの愛情表現への対処行動に関する考察       | 鴻野貴光 | 五十嵐紫樟   | 五十嵐紫樟   | 古川信之                     | 鶴元慎子         |
| #13  | 不偏論者たちが抱く『愛』に関する考察                       | 鴻野貴光 | 二瓶勇一     | 高橋秀弥     | 織田誠                       | 織田誠           |

### 放送局
ネット配信以外は『よんでますよ、アザゼルさん。』とのセット放送。
| 放送地域   | 放送局             | 放送期間                | 放送日時           | 放送系列       | 備考             |
| ---------- | ------------------ | ----------------------- | ------------------ | -------------- | ---------------- |
| 日本全域   | AT-X               | 2011年4月8日 - 7月1日   | 金曜 23:15 - 23:30 | CS放送         | リピート放送あり |
| 日本全域   | BS11               | 2011年4月8日 - 7月1日   | 金曜 23:45 - 24:00 | BSデジタル放送 | ANIME+枠         |
| 東京都     | TOKYO MX           | 2011年4月8日 - 7月1日   | 金曜 25:45 - 26:00 | 独立UHF局      |                  |
| 近畿広域圏 | 毎日放送           | 2011年4月9日 - 7月2日   | 土曜 27:13 - 27:28 | TBS系列        | アニメシャワー枠 |
| 日本全域   | ニコニコチャンネル | 2011年4月11日 - 7月4日  | 月曜更新           | ネット配信     |                  |
| 日本全域   | バンダイチャンネル | 2011年4月18日 - 7月11日 | 月曜 12:00更新     | ネット配信     |                  |

### BD / DVD
| 巻 | 発売日         | 収録話          | 規格品番 | 規格品番  | 出典  |
| 巻 | 発売日         | 収録話          | BD       | DVD       | 出典  |
| -- | -------------- | --------------- | -------- | --------- | ----- |
| 1  | 2011年8月31日  | 第1話 - 第5話   | KIXA-111 | KIBA-1850 | [ 2 ] |
| 2  | 2011年9月28日  | 第6話 - 第9話   | KIXA-112 | KIBA-1851 | [ 2 ] |
| 3  | 2011年10月26日 | 第10回 - 第13話 | KIXA-113 | KIBA-1852 | [ 2 ] |

## Webラジオ
アニメイトTVにて、Webラジオ「変ラボ」が2011年3月15日から10月18日まで配信された。毎週火曜日更新。回数カウントは「○コマ目」。「変ラボ」は「変態生理ラボラトリー」の略だが、第9回以降は「変態声優ラボラトリー」になっている。
リスナーのことは「聴講生」、ラジオネームは「変ネーム」、お便りは「レポート」と称される。番組の最後には「最高変差値」として最も変だったお便り、リスナーが選ばれる。
 パーソナリティ 
- 白石稔（田口イエスタディ役）
- 森訓久（市河菱靖役）
- 松山鷹志（飯野堅治役）

 コーナー 
ふつおた
普通のお便りや変ゼミ・参加声優に関するお便りを紹介する。
へんおた
現代社会の変だと感じるもの等、『変』に関するお便りを紹介する。
 ゲスト 
- 第5,6,13,14,23,24コマ目 - 河原木志穂（蒔子=グレゴリー役）
- 第9,10コマ目 - 高口幸子（水越美和子役）
- 第25,26コマ目 - 津田健次郎（堀井幽璽役）
- DJCD 第一巻 - 石田彰（武蔵小麦役）